# 吉岡倭文麿
吉岡 倭文麿（よしおか しずまろ、1849年（嘉永2年9月）- 1897年（明治30年）4月18日）は、明治時代の政治家。神職。衆議院議員（2期）。別名・要男、要人。

## 経歴
高橋権兵衛の四男として、隠岐国周吉郡矢尾村（島根県周吉郡西郷港町、中町、西郷町を経て現隠岐の島町）に生まれる。幼くして父母を亡くし、12歳の時に同郡西町（西郷町を経て現隠岐の島町）の吉岡家の養子となり、13歳にして家督を相続した。その後、15歳にして養父を失う。医師の野津徹斎や田中鼎助につき和漢学を修めた。1868年（慶応4年）隠岐騒動で自治政府の警護頭取を務めた。その後、戊辰戦争に従軍した。1871年（明治4年）水祖神社神官となり、八尾小学校訓導、神道教導職、郡書記、郡学務委員、戸長を歴任した。
1890年（明治23年）7月の第1回衆議院議員総選挙では島根県第6区から出馬し当選。つづく第2回総選挙でも当選し衆議院議員を2期務めた。